# ميلاني فايفر
ميلاني فايفر (بالألمانية: Melanie Pfeifer)‏ هي كاياكيرة ألمانية، ولدت في 25 مايو 1986 في فرانكفورت في ألمانيا.

## وصلات خارجية
- ميلاني فايفر على موقع الاتحاد الدولي للكانو (الإنجليزية)
- ميلاني فايفر على موقع اللجنة الأولمبية الدولية (الإنجليزية)
- ميلاني فايفر على موقع أوليمبيديا (الإنجليزية)
- ميلاني فايفر على موقع اللجنة الأولمبية الألمانية (الألمانية)